# Rotglà i Corberà
Rotglà i Corberà (em valenciano e oficialmente) ou Rotglá y Corbera (em castelhano) é um município da Espanha na província de Valência, Comunidade Valenciana. Tem 6,2 km² de área e em 2021 tinha 1 146 habitantes (densidade: 184,8 hab./km²).

## Demografia
| Variação demográfica do município entre 1991 e 2004 | Variação demográfica do município entre 1991 e 2004 | Variação demográfica do município entre 1991 e 2004 | Variação demográfica do município entre 1991 e 2004 |
| --------------------------------------------------- | --------------------------------------------------- | --------------------------------------------------- | --------------------------------------------------- |
| 1991                                                | 1996                                                | 2001                                                | 2004                                                |
| 1011                                                | 1018                                                | 1000                                                | 999                                                 |